# Phyllanthus myrtifolius
Phyllanthus myrtifolius är en emblikaväxtart som först beskrevs av Robert Wight, och fick sitt nu gällande namn av Johannes Müller Argoviensis. Phyllanthus myrtifolius ingår i släktet Phyllanthus och familjen emblikaväxter. Inga underarter finns listade i Catalogue of Life.

## Bildgalleri

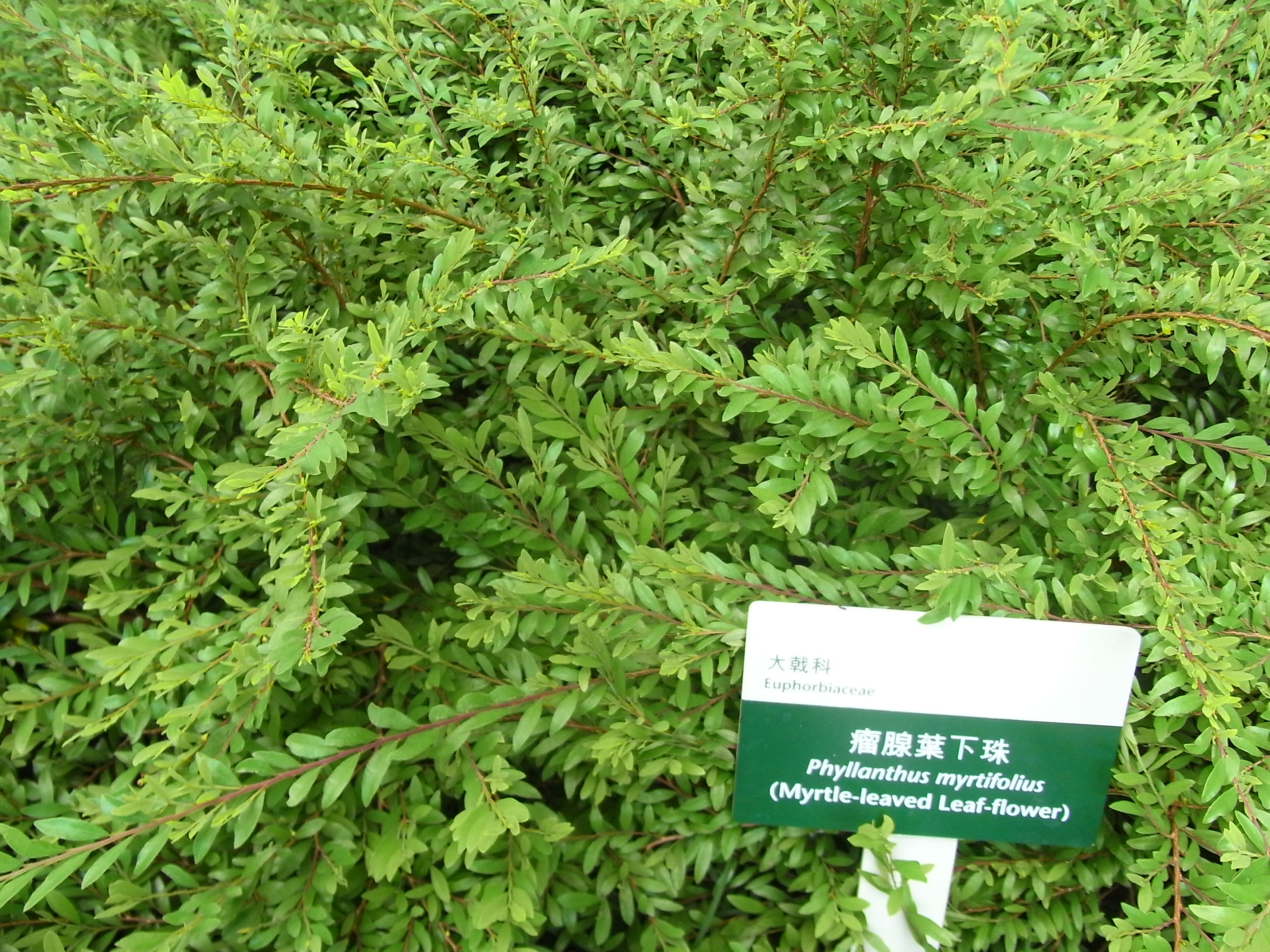
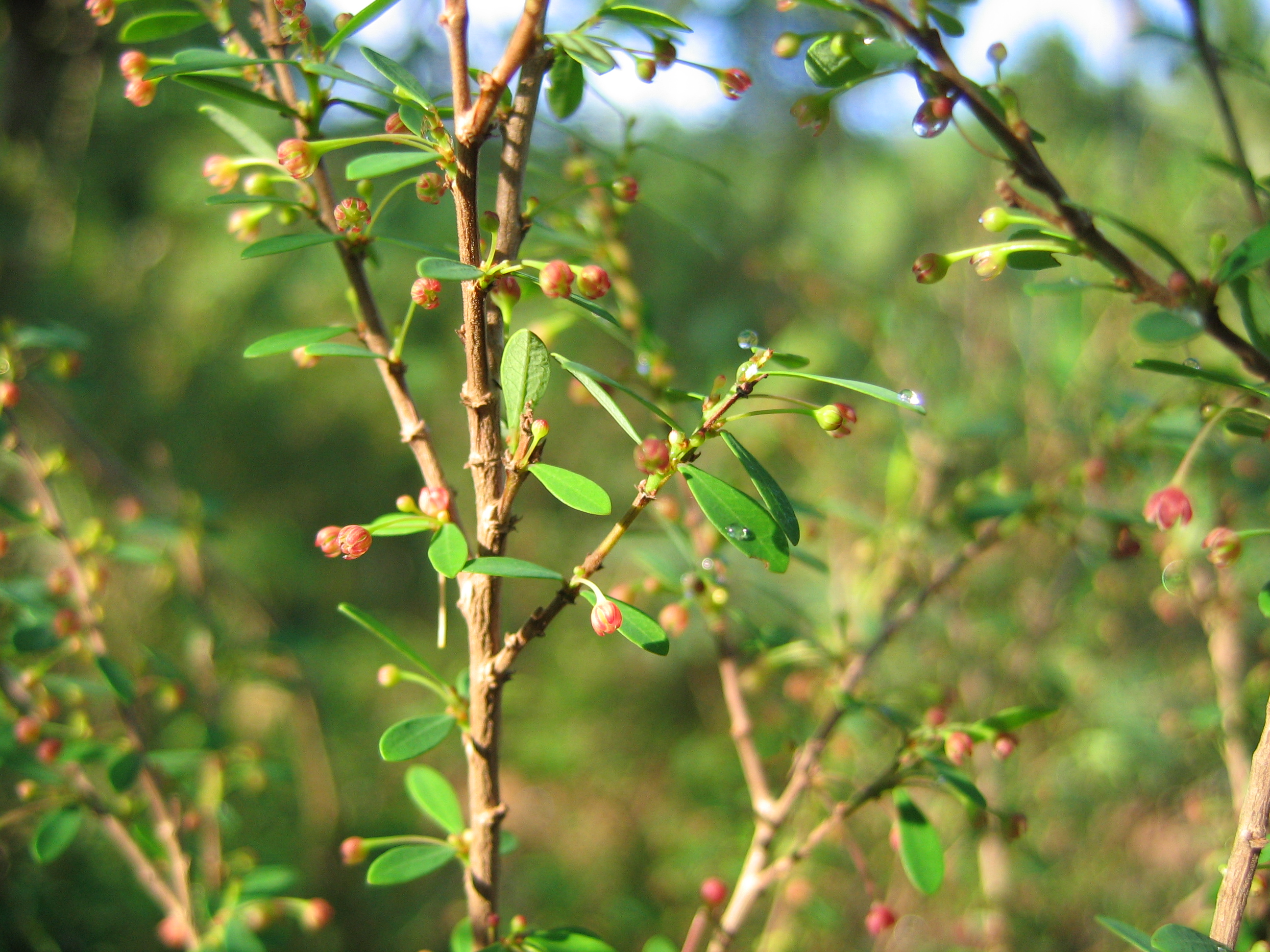